# Разгонщик шпал
Разгонщик шпал (шпалоперегонщик-разгонщик)— путевой инструмент для перегонки по меткам деревянных и железобетонных шпал. Применяется на железнодорожном транспорте преимущественно при строительстве новых железнодорожных путей.

## Конструкция и принцип работы
Разгонщик шпал имеет гидравлический ручной привод. Через квадратное сквозное отверстие в корпусе проходит захват, который вместе с выступом в корпусе образует скобу, служащую для крепления разгонщика шпал к подошве рельса. В нижней части корпуса разгонщика шпал находится гидроцилиндр, с поршнем и штоком которого жёстко соединена толкающая лапа, упирающаяся в шпалу. Сдвижка шпал происходит при рабочем ходе поршня. Возврат штока в исходное положение осуществляют две пружины. Толкающая лапа перемещается в исходное положение с помощью фиксатора.

## Технические параметры
Время перегонки шпалы на 75—100 мм двумя разгонщиками шпал составляет 40—60 секунд. Масса инструмента 14,2 килограмма.

## Перспективы развития
При подъёмочном и среднем ремонтах пути перспективно использование машин для постановки шпал по меткам (по эпюре).